# Désert d'Atacama
Pour les articles homonymes, voir Atacama.
Localisation
Le désert d'Atacama (en espagnol : Desierto de Atacama) est une région hyperaride d'Amérique du Sud située entre l'océan Pacifique Sud et la zone volcanique centrale des Andes, dans le nord du Chili et l'extrême sud du Pérou. L'Atacama est connu pour être une des régions les plus arides sur Terre. Certains secteurs peuvent en effet être totalement privés de précipitations pendant plus de 50 ans. C'est un désert d'abri coincé entre la fosse océanique d'Atacama et la cordillère des Andes. Il est situé dans le nord du pays et couvre la région d'Arica et Parinacota, la région de Tarapacá, la région d'Antofagasta et le nord de la région d'Atacama. Le désert d'Atacama forme une écorégion terrestre définie par le WWF (Fonds mondial pour la nature), qui appartient au biome des déserts et brousses xériques de l'écozone néotropicale. Il inclut les villes d'Antofagasta, de Calama, d'Arica, d'Iquique et de Copiapó qui comptent toutes plus de 100 000 habitants.

## Géographie physique
Pays aymara, l'Atacama offre une ligne volcanique, marquant la frontière entre le Chili, la Bolivie et l'Argentine. Cette barrière naturelle, est composée de volcans actifs frôlant les 6 000 mètres, entourés de lagunes turquoise, de geysers et de vallées encaissées. Le désert d'Atacama est renommé pour ses nuits étoilées du fait de sa situation dans la zone intertropicale, combinant sécheresse extrême, altitude et très faible pollution lumineuse. Plusieurs observatoires astronomiques internationaux se sont ainsi établis dans ce désert « extraterrestre » où la NASA a testé de petits véhicules avant qu'ils aillent explorer Mars. Le robot sur quatre roues baptisé Zoë (en) a trouvé des colonies de bactéries et des lichens sur deux sites distincts de ce désert qui présente pourtant la plus faible densité d'activité organique de la Terre.

## Climat
Bien que situé sur les rives du Pacifique, c'est le désert chaud le plus sec du monde. Les cactus et autres plantes absorbent l'humidité apportée par le brouillard de l'océan. Quelques artémies (petits crustacés) survivent dans des lacs salés souvent à sec, mais inondés lors des orages. Le désert d'Atacama est cité comme étant le désert non-polaire le plus aride au monde (les vallées sèches de McMurdo en Antarctique sont reconnues comme le lieu le plus aride),,, bien que certains endroits du Sahara  notamment le sud de l'Égypte et le sud de la Libye, reçoivent une quantité de précipitations comparable à celle du désert d'Atacama. Il abriterait les endroits recevant le moins de précipitations au monde : on a relevé seulement 0,8 mm de pluie à Arica. Le climat général s'y trouvant est un climat subtropical, désertique chaud, mais atténué par son altitude qui est relativement élevée et marqué par de fortes amplitudes thermiques journalières. Alors que la plupart des déserts ne datent que de quelques milliers d'années (le Sahara, par exemple, était vert il y a 5 000 ans), on estime que l'Atacama est aride depuis au moins sept millions d'années, peut-être vingt.
Ce climat est caractérisé par des précipitations extrêmement faibles, voire inexistantes durant toute l'année, mais aussi par une durée d'ensoleillement remarquable. En plein désert, le ciel est souvent totalement dégagé et d'une clarté exceptionnelle, ce qui attire les astronomes venant admirer les étoiles ici. Cependant, dans les villes alentour du désert telles qu'Arica, il existe une durée d'ensoleillement très moyenne à cause d'une épaisse couche de nuages bas appelée camanchaca qui persiste tout au long de l'année.
L'aridité extrême du désert d'Atacama est due à trois causes, dont une est la crête subtropicale et la deuxième  l'anticyclone de l'île de Pâques qui est un anticyclone subtropical semi-permanent, une large zone de haute pression ayant par définition un air sec descendant et subsident et qui annihile tout développement de nuages et de précipitations. Cet effet est accentué par le courant de Humboldt, courant froid venant directement des régions polaires et qui rafraîchit considérablement le climat du Chili et du Pérou. Son influence ne s'arrête pas là, puisque ce courant froid qui longe la côte chilienne refroidit aussi l'air marin à l'origine chaud et par conséquent empêche cet air de s'élever et de former des précipitations (bien que quelques nuages bas, notamment des stratocumulus maritimes, et du brouillard se forment). Troisième cause : les importants reliefs et les grandes chaînes de montagnes tels que la cordillère des Andes ont également une influence en produisant un effet d'ombre pluviométrique, ce qui arrête les nuages et les précipitations apportés par les vents dominants d'est (alizés en provenance de l'Amazonie et de l'océan Atlantique). Ces trois phénomènes réunis garantissent un temps sec et ensoleillé et expliquent pourquoi le désert d'Atacama est extrêmement sec.
De ce fait, l'humidité relative du désert d'Atacama est extrêmement basse, oscillant souvent entre 5 et 10 % en plein désert dans les zones les plus sèches. Cependant, le long de la côte chilienne et pacifique, celle-ci peut grimper à 75 %, notamment quand la camanchaca est présente.
Au bord de la mer, il n'y a quasiment aucune fluctuation de température entre l'été (saison chaude) et l'hiver (saison froide) à cause de l'influence du courant de Humboldt. Par exemple, à Antofagasta, la température moyenne du mois le plus chaud est de 21,7 °C et du mois le plus froid est de 16,7 °C. Cela est dû à la présence de stratus côtiers. Toutefois, à l'intérieur des terres, les fluctuations de température sont autrement importantes, comme à Vallenar où la température moyenne du mois le plus chaud (janvier) est de 20 °C et du mois le plus froid est de 10 °C. Dans le cas de Canchones, située dans une cuvette à 1 050 m d'altitude, les variations diurnes de températures sont extrêmes ; même en plein été, il gèle le matin. Ainsi, la moyenne mensuelle des maxima est de 32 °C et la moyenne des minima en janvier est de 0 °C.

## Observatoires astronomiques

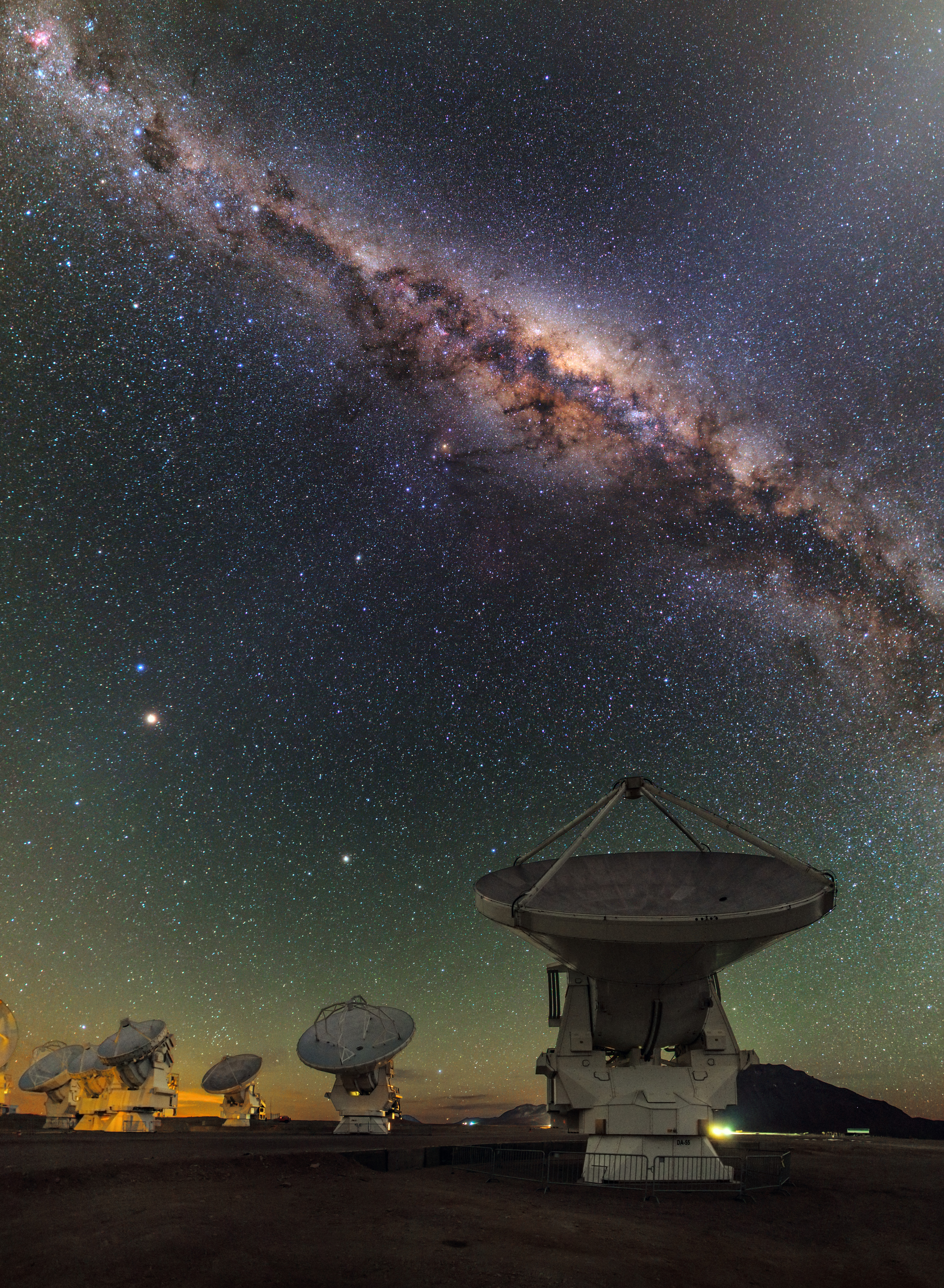
L'Atacama Large Millimeter Array et le centre de la Voie lactée.

Par sa situation géographique, le désert d'Atacama est un site exceptionnel pour l'observation du ciel en raison de la combinaison entre la sécheresse extrême du lieu, l'altitude et la très faible pollution lumineuse. Plusieurs observatoires astronomiques y sont ainsi implantés :
- dans le Sud, près de La Serena :
  - l'Observatoire interaméricain du Cerro Tololo,
  - l'Observatoire du cerro Pachón,
  - l'Observatoire Gemini,
  - l'Observatoire de La Silla,
  - l'Observatoire de Las Campanas ;
- dans le Nord, près d'Antofagasta :
  - l'Observatoire du Cerro Paranal (qui accueille le Très Grand Télescope),
  - l'Observatoire du Cerro Armazones,
  - le Télescope géant européen (en construction).

## Histoire
La rivalité pour la possession de l'Atacama et surtout le territoire des Charcas entre d'une part le Chili soutenu par la Grande-Bretagne, relayant en partie les intérêts des grandes puissances européennes, et d'autre part le Pérou et la Bolivie, républiques originellement solidaires par un traité de défense, est la cause de la guerre du Pacifique, également dénommée guerre du salpêtre ou du nitrate, qui dura de 1879 à 1884. La guerre du désert en 1880 mit aux prises les armées chilienne et bolivienne, au cours des batailles incertaines de Pisagua, Tacna, Tarapaca et Arica. La prise de Morro de Arica entraîne la victoire définitive du Chili et le retrait précipité de la Bolivie.

## Économie

### Extraction minière

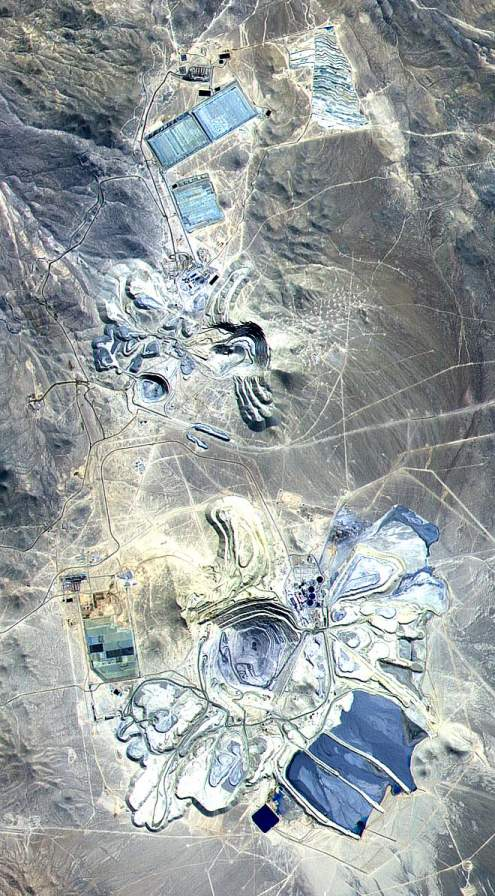
La Minera Escondida

Le désert d'Atacama est riche en minerais, notamment le cuivre (mine de Spence) et le fer, l'or et l'argent. Antofagasta était au XIXe siècle aussi le port du guano et du salpêtre, sources d'extraction de nitrates cruciales pour l'industrie chimique, en particulier les engrais, la poudre et les explosifs, avant bien sûr l'invention du procédé Haber Bosch. Le peuplement de cette région hostile était favorisé par les activités minières, qui, dans le cas des importantes sources de nitrates, étaient hautement stratégiques.

### Tourisme
Le caractère extrême du désert, les paysages, la présence de la cordillère des Andes, de volcans, de geysers, la culture des Atacameños, le ciel nocturne ainsi que les sites archéologiques attirent de nombreux touristes.

Désert d'Atacama
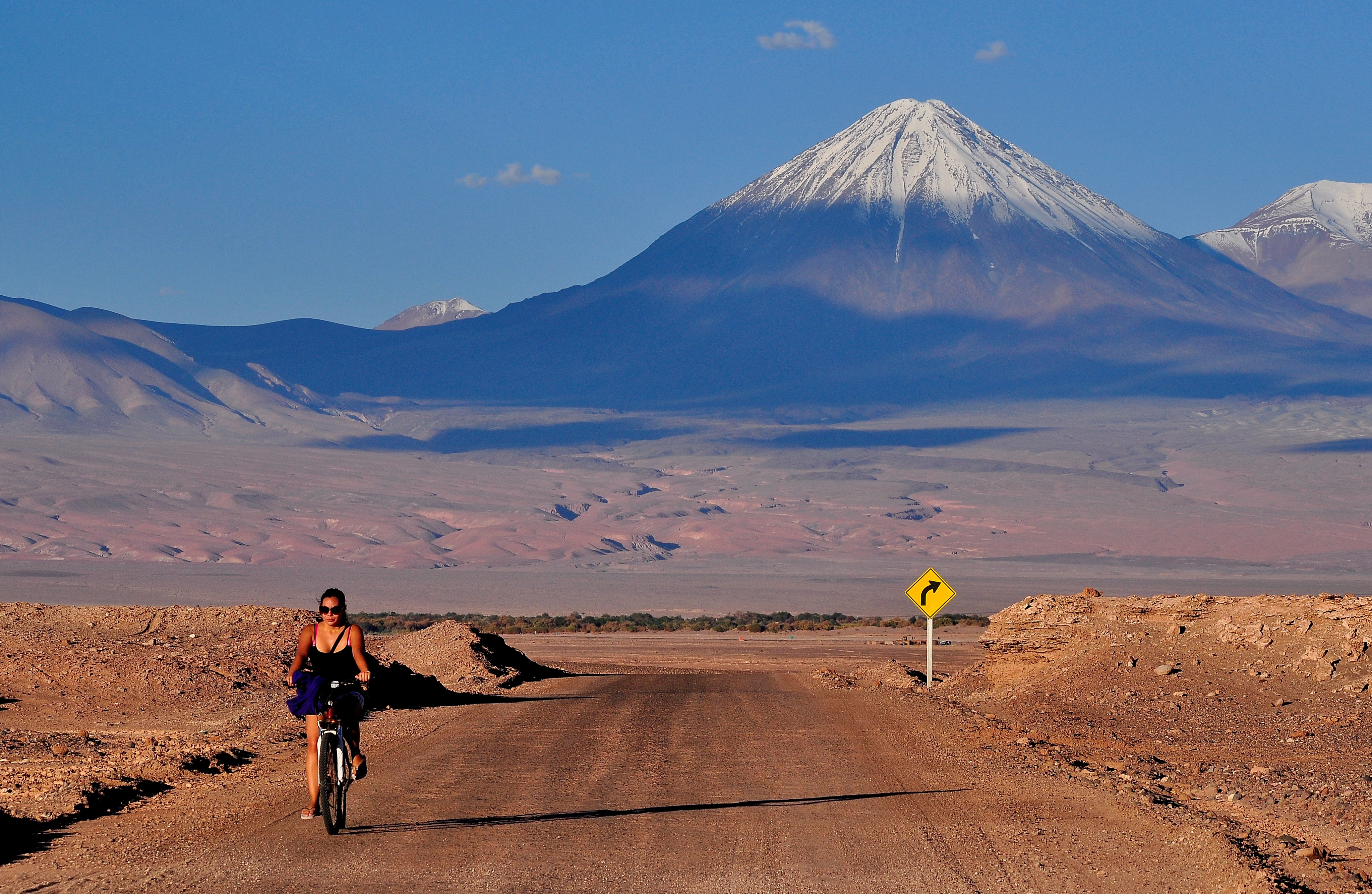
Cycliste dans le désert d'Atacama, au pied du volcan Licancabur.
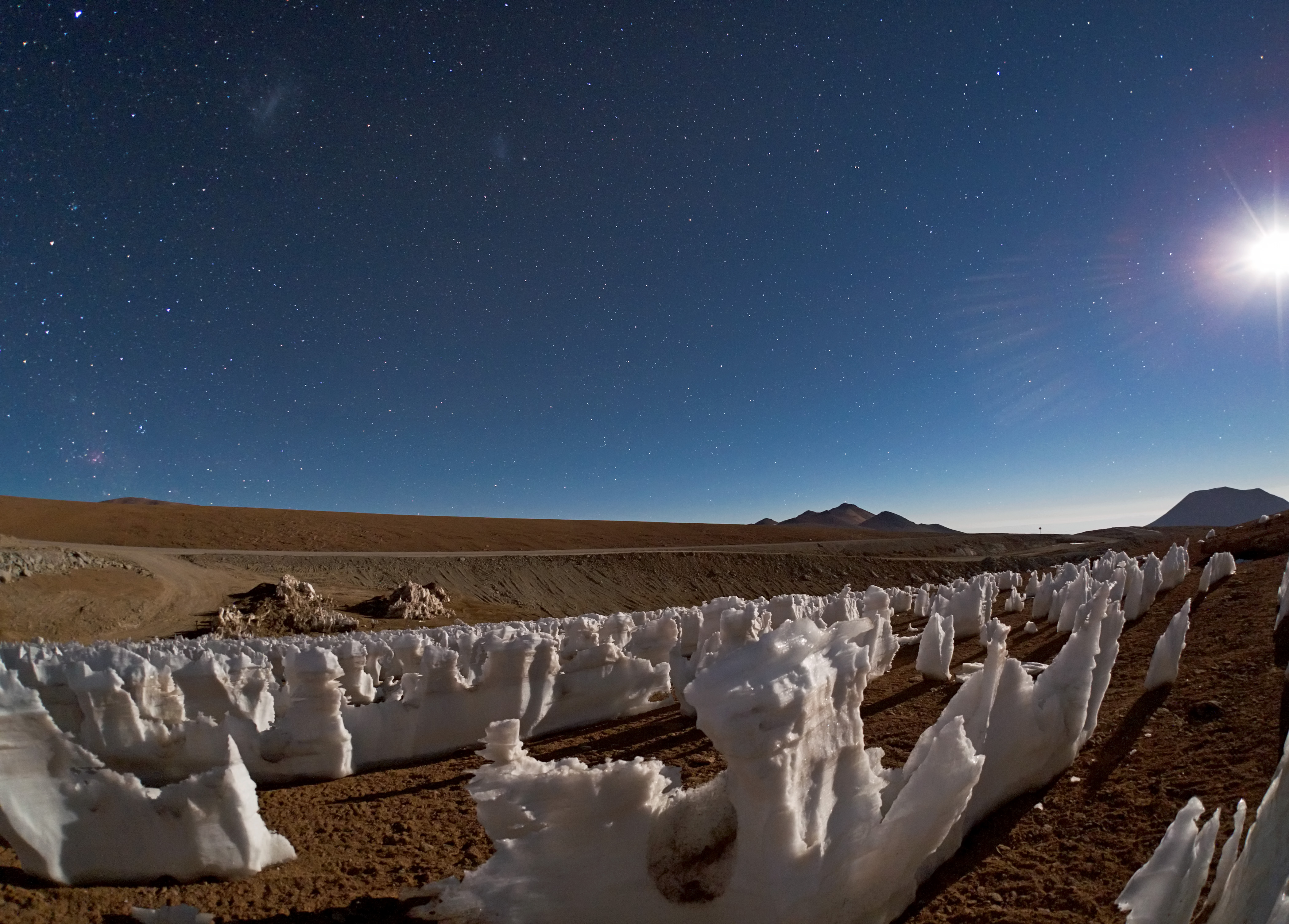
« Pénitents gelés par le clair de lune ».
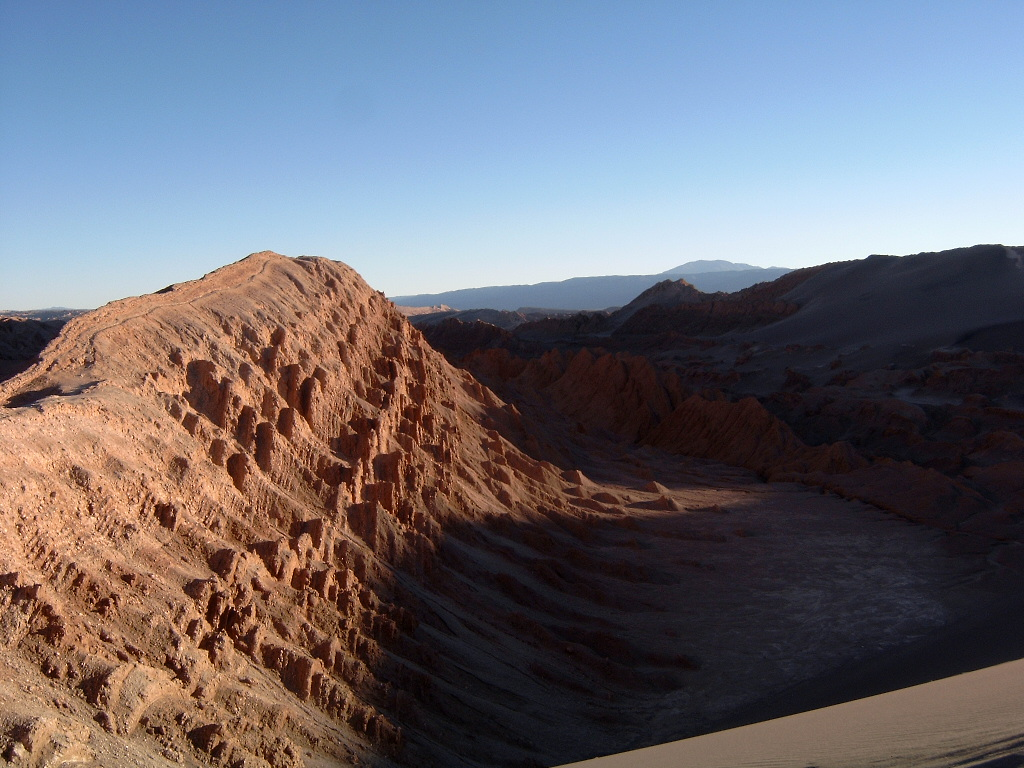
Valle de la Luna, près de San Pedro de Atacama.
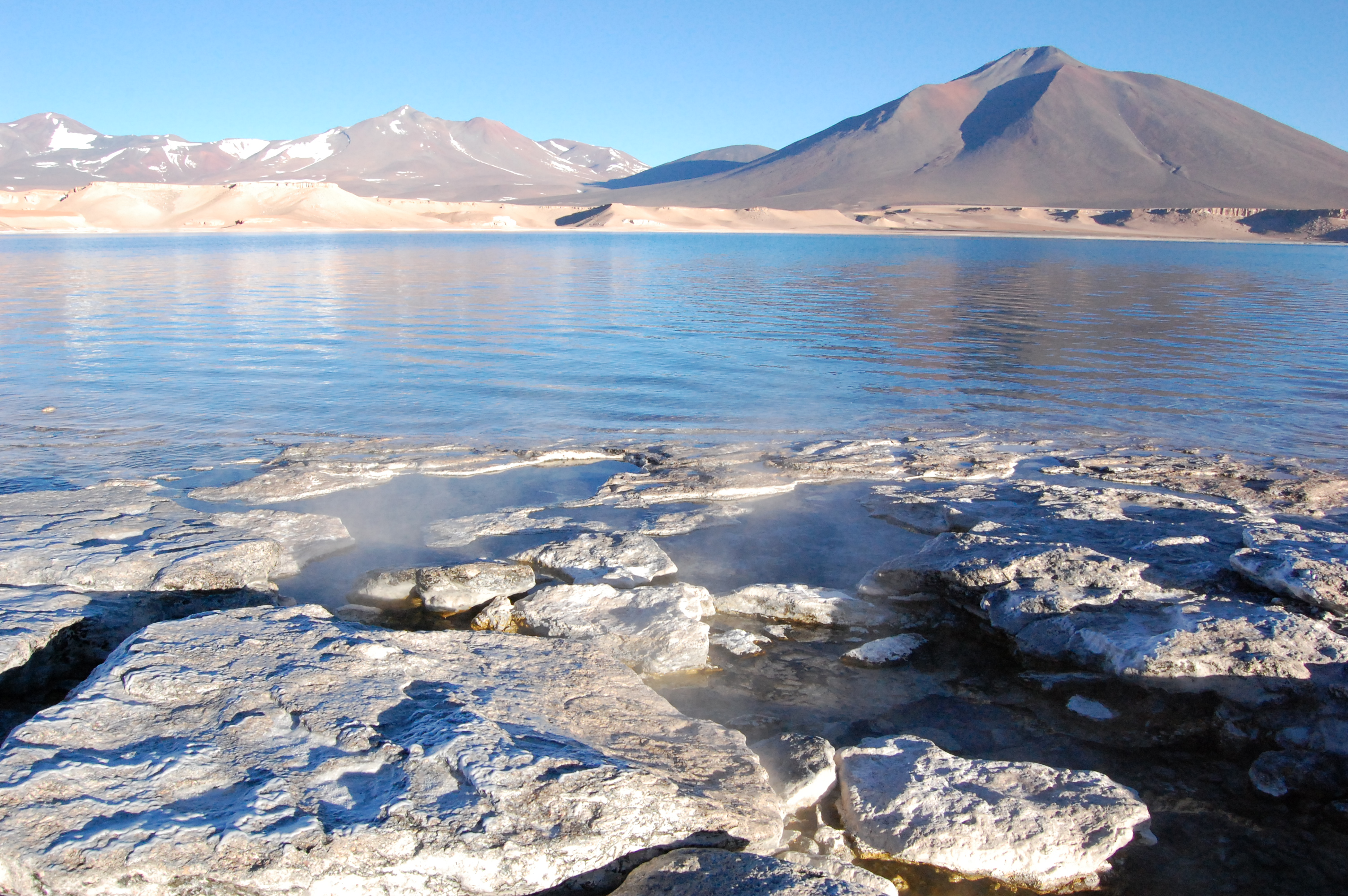
Laguna Verde.
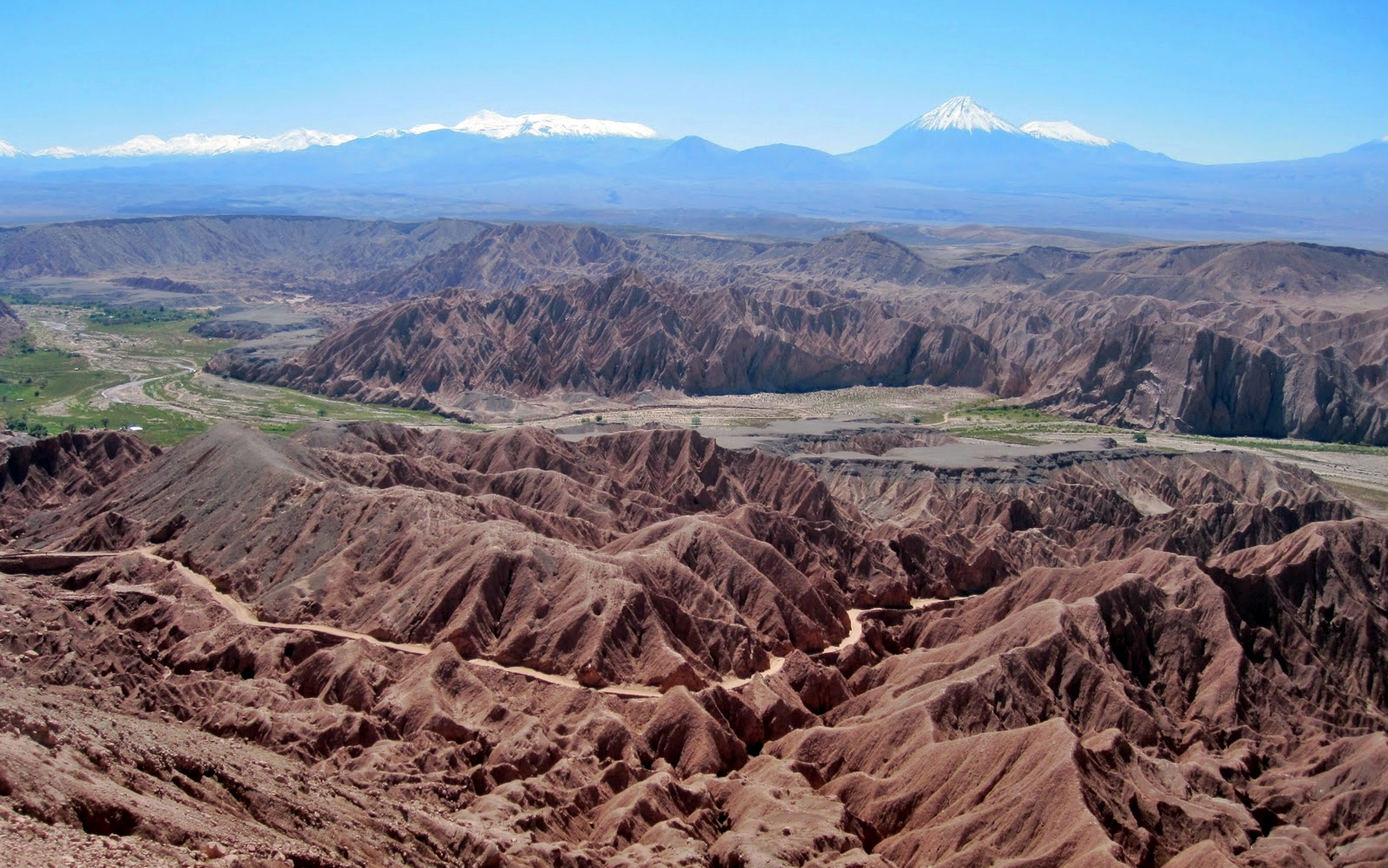
Vallée dans le désert.
Vue avant le coucher du soleil.
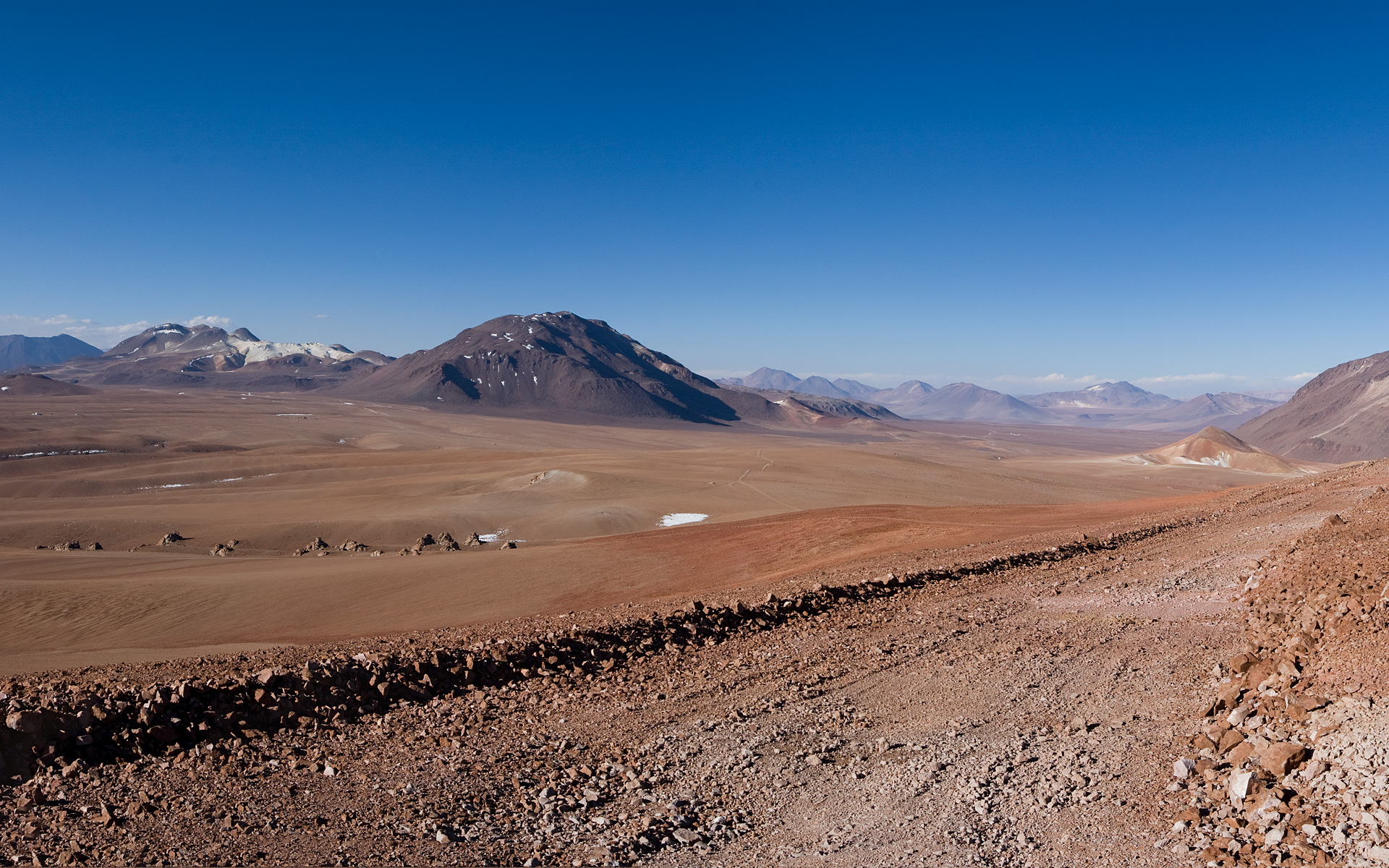
Plateau du Chajnantor dans les Andes où se trouvent l'ESO/NAOJ/NRAO ALMA.
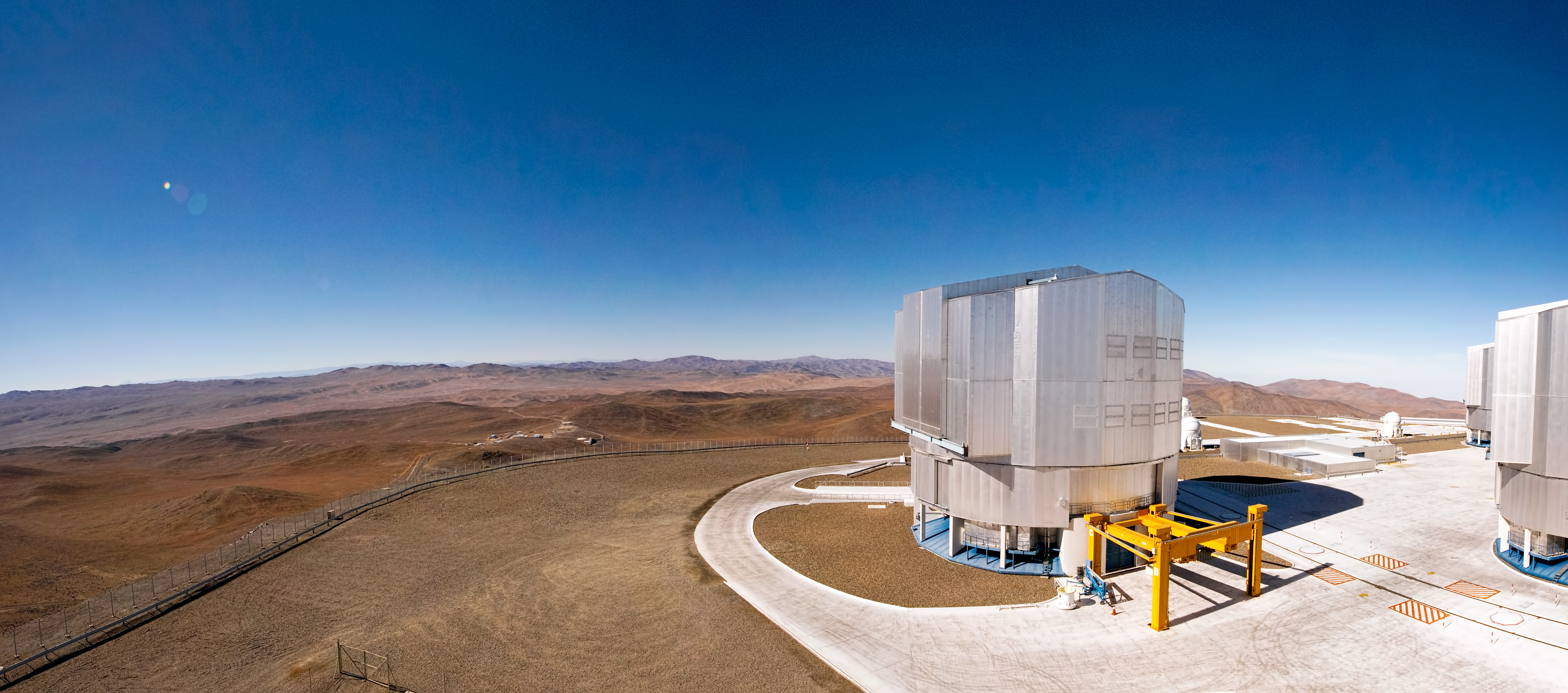
Observatoire Paranal.
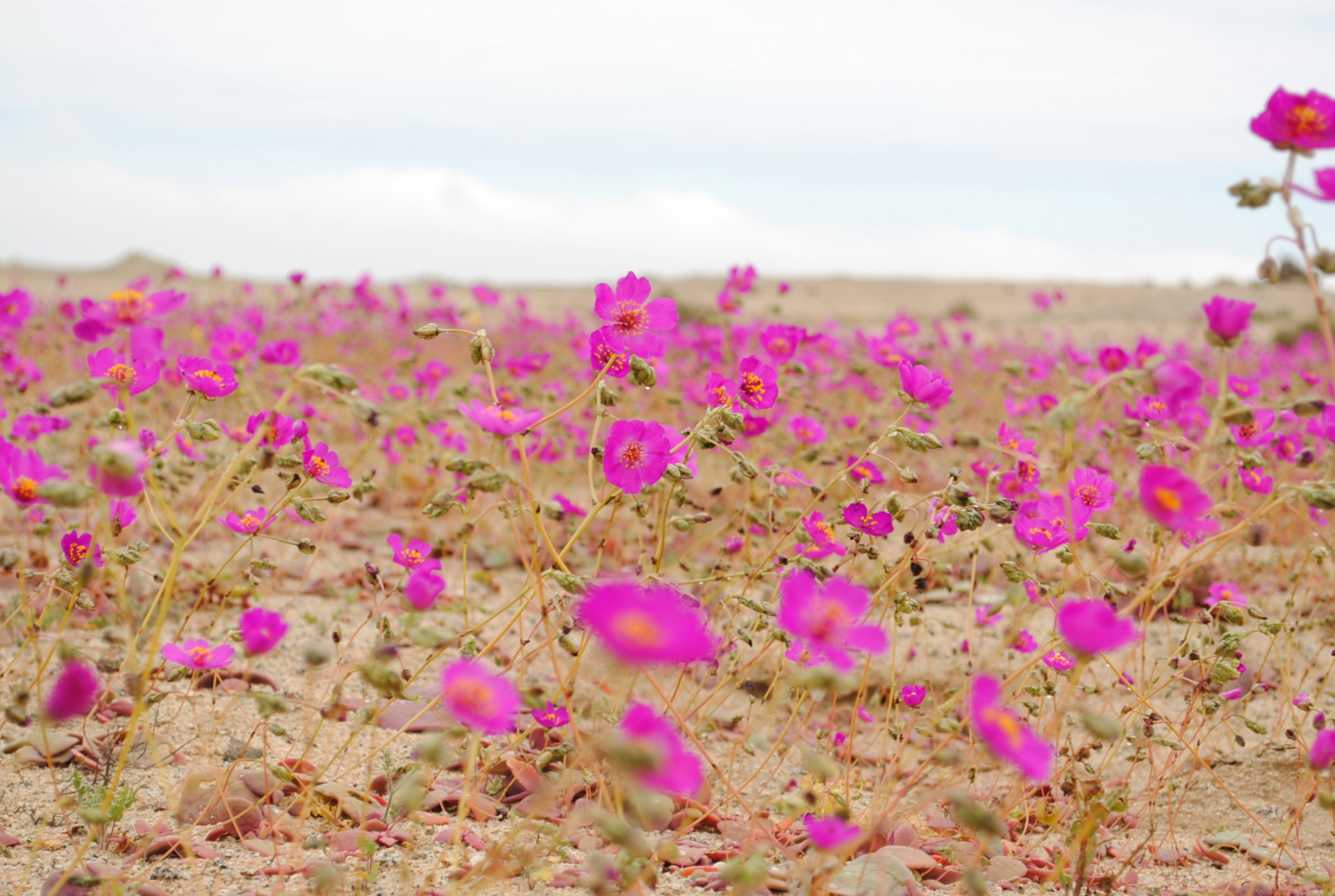
Désert fleuri.
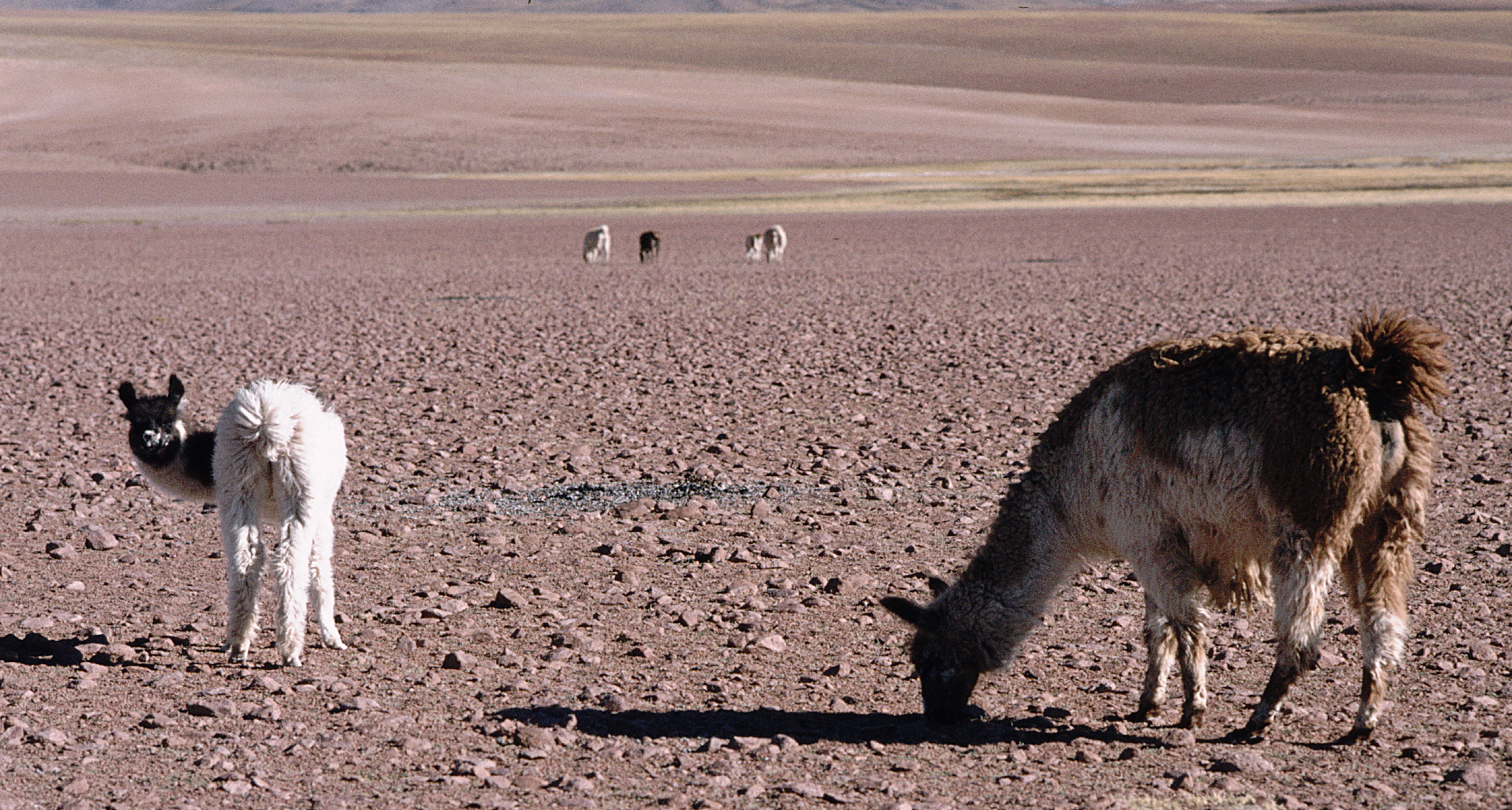
Lamas.
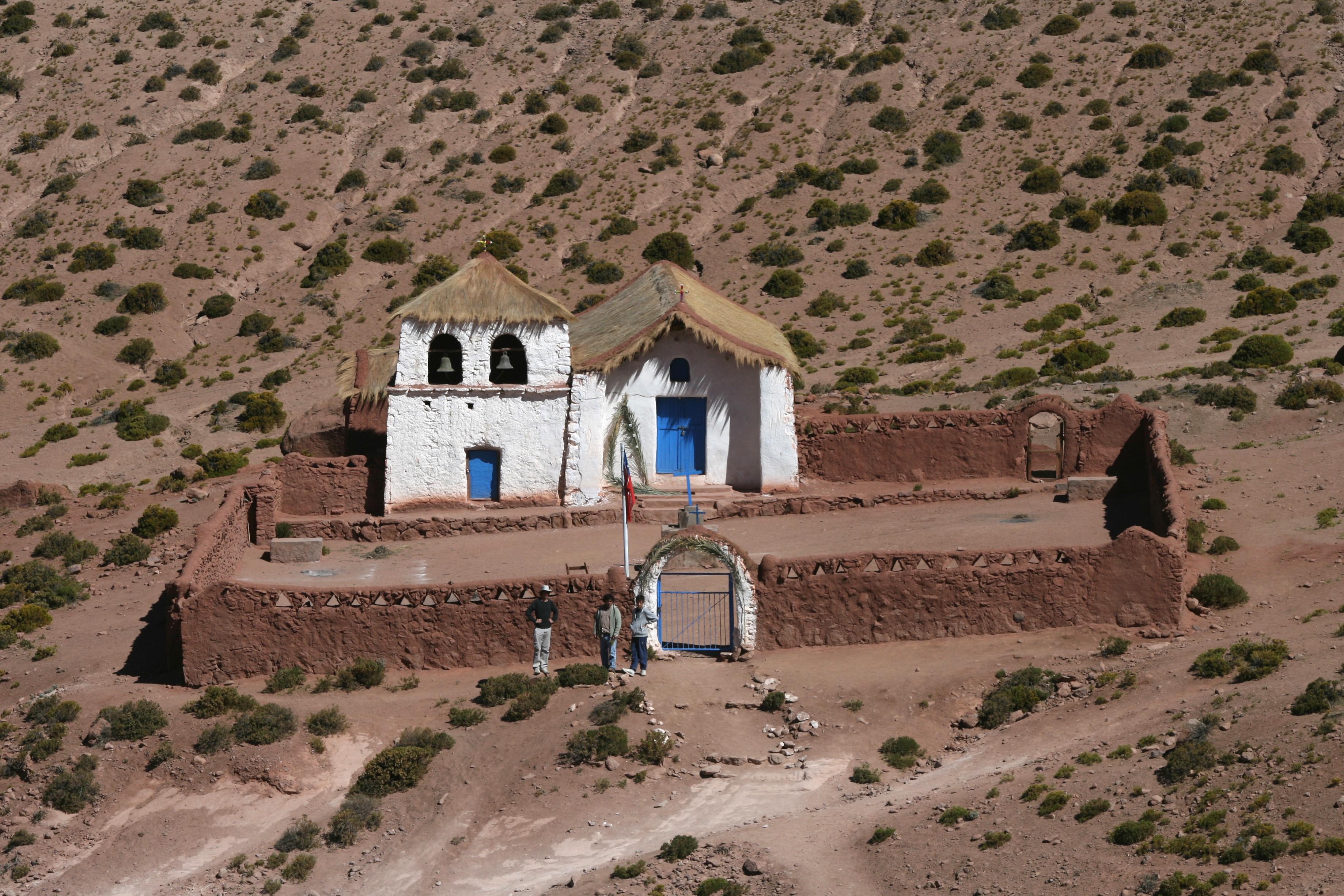
Machuca capilla.
- Village San Pedro de Atacama  Calle Caracoles

### Énergie
L'exceptionnelle irradiation du désert attire les producteurs d'énergie solaire. En 2016, EDF y ouvre sa plus grande centrale photovoltaïque « Boléro », d'une capacité de 146 MW.

## Écologie

### Écorégion
Le désert d'Atacama forme une écorégion terrestre définie par le Fonds mondial pour la nature (WWF), qui appartient au biome des déserts et brousses xériques de l'écozone néotropicale.
L'équilibre de la région est affecté par les routes et les opérations minières. La partie septentrionale a été atteinte par le surpâturage du bétail, l'exploitation du bois de chauffe et la récolte de plantes rares à des fins commerciales. Le désert compte trois aires protégées : le parc national Pan de Azúcar (438 km2), la réserve nationale de La Chimba (30 km2) et la réserve nationale de la Pampa del Tamarugal (1 023 km2).
En octobre 2022, Gabriel Boric, président du Chili, a annoncé que le désert de l'Atacama allait devenir un parc national.

### Faune et flore
Le désert d'Atacama présente un niveau élevé d'endémisme végétal, et se démarque par l'adaptation de certaines espèces à la survie dans des conditions figurant parmi les plus dures de la planète.

#### Flore
Le désert comprend plusieurs systèmes de végétation distincts. Le long de la côte, lorsque les montagnes isolées rencontrent les nuages, une zone de brouillard se développe avec une couche de stratus concentrée contre les flancs des collines, phénomène appelé la camanchaca. L'humidité qui en résulte permet le développement de communautés végétales appelées « lomas » (« petites collines ») formées de plantes annuelles et d'arbustes ligneux. Elles comprennent environ 550 espèces de plantes vasculaires réparties en 225 genres et 80 familles, les plus représentées étant les Astéracées, les Nolanacées, les Cactacées, les Boraginacées et les Apiacées. La région compte trois cactus endémiques: Eulychnia iquiquensis (es), Eriosyce sp. et Copiapoa sp..

#### Faune
Peu d'animaux sont adaptés aux conditions climatiques extrêmement arides de la région. La présence de quelques plantes herbacées et de lichens permet la survie d'insectes et scorpions, qui sont la proie de lézards du genre Tropidurus et de quelques Géosittes. Certains arachnides, comme Nerudia atacama ou Chileotrecha atacamensis, sont endémiques de ce désert. Parmi les mammifères, on rencontre périodiquement une souris (Phyllotis darwini (en)) et un renard (Pseudalopex griseus).
Les lomas ont une faune un peu plus importante et hébergent notamment plusieurs oiseaux, comme le Bruant chingolo, le Jacarini noir, le Colibri d'Arica, la Géositte à bec épais, l'Upucerthie à gorge blanche, le Synallaxe des cactus, le Xénospingue uniforme et le Conirostre des tamarugos.

## Notoriété et culture

### Musique
- Dans la chanson de Jean Ferrat La Complainte de Pablo Neruda[pas clair]

### Littérature
- Dans le livre Les Promesses du Ciel et de la Terre de Claude Michelet, un des personnages principaux s'y rend.
- Un livre de Luis Sepúlveda, Les Roses d'Atacama tire son titre de la floraison du désert après la pluie.
- Dans le livre Le premier jour de Marc Levy, un des personnages, astrophysicien, y a étudié le ciel dans l'un de ses observatoires astronomiques.
- La Reine Isabel chantait des chansons d'amour d’Hernan Rivera-Letelier qui parle de la vie dans les mines de salpêtre du désert d'Atacama.
- La bande dessinée Le Désert d’Ata[13], inspiré par l'histoire d’Ata. de Mélanie Trugeon et Claire Malary déroule son histoire dans ce lieu.

### Cinéma
- Dans le film Nostalgie de la lumière (Nostalgia de la luz), documentaire franco chilien de Patricio Guzman sorti en 2010.
- Dans le film Carnets de voyage où Che Guevara entend parler pour la première fois du communisme.
- Dans le film Quantum of Solace de la franchise « James Bond »

### Clip vidéo
- Donne moi une vie, de Yannick Noah

### Jeux vidéo
- Dans le jeu Battlefield: Bad Company 2, le désert d'Atacama est une carte (dans une bataille fictive) censée représenter le vrai désert pour un débarquement amphibie des Russes sur les avant-postes américains du désert d'Atacama.
- Dans le jeu Call of Duty: Ghosts, il apparaît dans les dernières missions de la campagne solo du jeu.